# Estudios de Tulsa en Literatura Femenina
Estudios de Tulsa en literatura femenina, (Tulsa Studies in Women's Literature ) (TSWL), fundada por Germaine Greer en 1982, se dedica al estudio de la literatura femenina y la escritura femenina en general. Publicando "artículos, notas, investigaciones y reseñas de trabajos literarios, historicistas y teóricos de académicos establecidos y emergentes en el campo de la literatura de mujeres y la teoría feminista ", ha sido descrita como la "revista académica de más larga duración que se enfoca en exclusividad en la escritura  hecha por mujeres".

## Historia

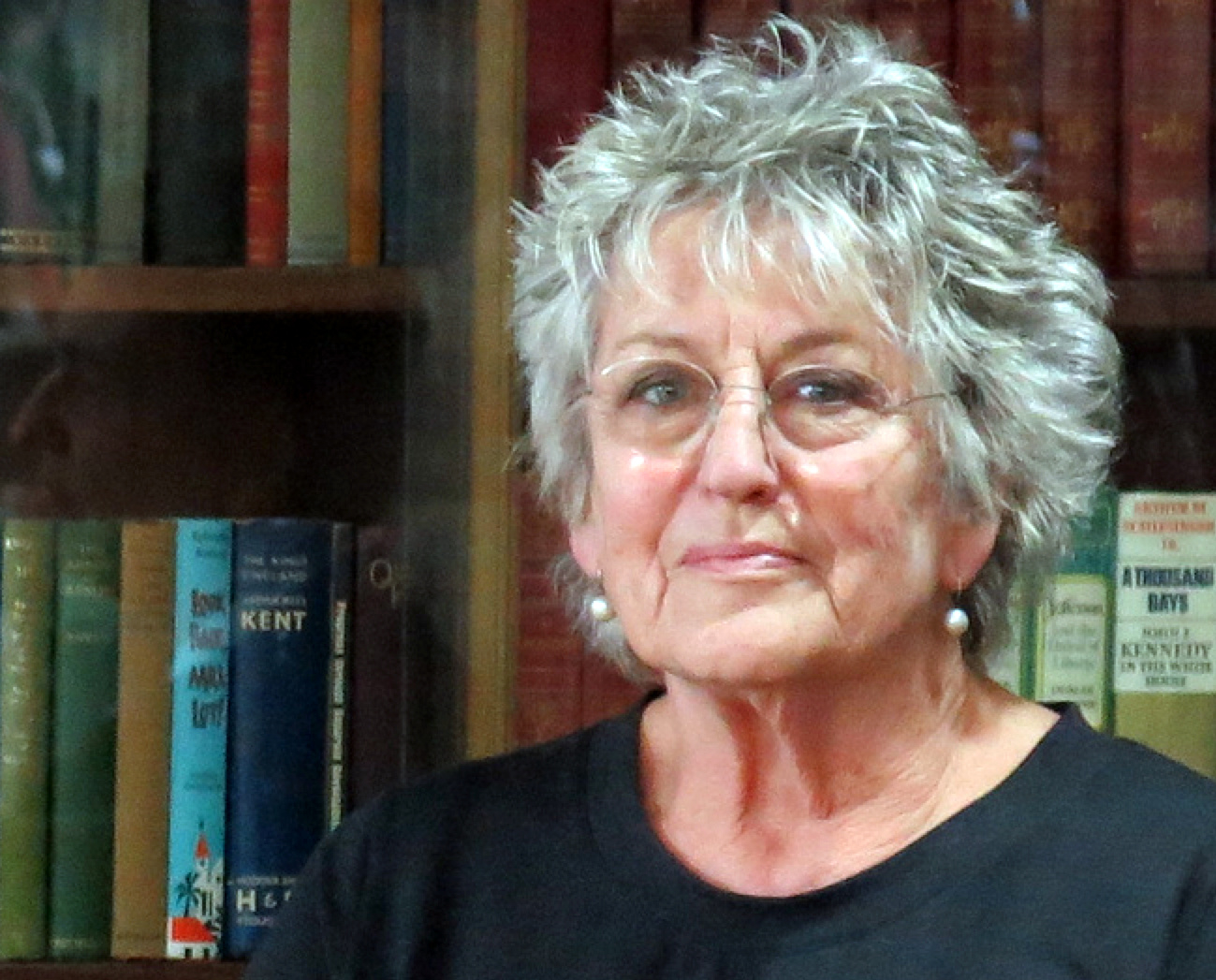
Germaine Greer, editora fundadora de TSWL

Como parte del desaparecido Centro de Tulsa para el Estudio de la Literatura Femenina, la revista fue fundada en 1982 por Germaine Greer mientras enseñaba en la Universidad de Tulsa. El propósito de Greer para la revista era comenzar "la rehabilitación de la historia literaria de las mujeres". Después han sido editoras Shari Benstock (1983–1986), Mary O'Toole (1986–1988), Holly Laird (1988–2005), Laura Stevens (2005-2016) y Jennifer Airey desde 2016.
El logotipo distintivo de TSWL, presente en la edición inaugural de la revista, es una flor de saxifraga, con una cita de Herbal de William Turner: "La saxifraga blanca con la hoja dentada es muy elogiada porque rompe la piedra".
Han sido colaboradores de la revista académicos destacados en sus campos. Los miembros de la junta incluyen a Nina Auerbach, Marilyn Butler, Carol T. Christ, Helen Cooper, Sandra Gilbert, Susan Gubar, Peggy Kamuf y Jane Marcus.

## Contenido
Además de artículos, notas, investigaciones y reseñas, TSWL ha publicado numerosos foros y números especiales. 
La revista ha creado dos secciones nuevas a lo largo de su historia: Archivos e Innovaciones. La sección Archivos, instituida en 1986, "está dedicada a la transmisión y discusión de los resultados de la investigación archivística y su teoría y práctica". Por su parte, la sección Innovaciones presenta nuevos enfoques para el estudio de las escritoras.

## Premios
La revista ha sido reconocida varias veces por el Council of Editors of Learned Journals. Dos números de TSWL han ganado el Best Special Issue Award (Premio al Mejor Número Especial): "Feminist Issues in Literary Scholarship" (1984), editado por Shari Benstock, y "Redefining Marginality" (1991), editado por Holly Laird. "Toward a Gendered Modernity" (1988), editado por Holly Laird, también fue finalista del Best Special Issue Award.En 2007, Holly Laird recibió el Premio al Editor Distinguido.